# Louise Mountbatten-Windsor
Lady Louise Mountbatten-Windsor (Louise Alice Elizabeth Mary Mountbatten-Windsor; født 8. november 2003) er en britisk prinsesse, som er medlem af den britiske kongefamilie.
Hun er den eneste datter og det ældste barn af prins Edward (født 1964) og Sophie Rhys-Jones (født 1965).
Hun er det næstyngste barnebarn af dronning Elizabeth 2. af Storbritannien og prinsgemalen Prins Philip, hertug af Edinburgh.

## Biografi
Louise blev født den 8. december 2003 på Frimley Park Hospital i Frimley i Surrey i England. Hun var det første barn der blev født i ægteskabet mellem Prins Edward, jarl af Wessex og Sophie Rhys-Jones. Louise blev født for tidligt, efter hendes mor var blevet kørt til hospitalet i ambulance fra forældrenes hjem på landstedet Bagshot Park i Surrey. Louises far, Prins Edward, var ikke til stede ved fødslen, fordi den fandt sted uden varsel, mens han var på et officielt besøg på Mauritius.

## Titel
Efter ønske fra forældrene jarl Edward af Wessex og grevinde Sophie af Wessex omtales hun som Lady Louise Windsor. Som sønnedatter af en regerende britisk dronning er hun juridisk set Hendes Kongelige Højhed prinsesse Louise af Edinburgh, men hun bruger ikke denne titel.

## I arvefølgen
Lady Louise Windsor indgår i arvefølgen til den britiske trone. I juli 2018 var hun nummer tolv i arvefølgen.